# Robert Opron

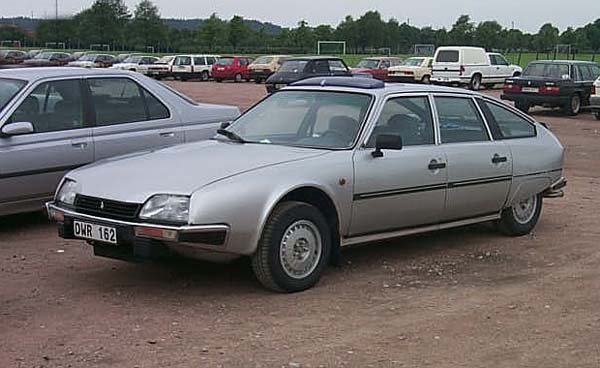
Citroën CX

Robert Opron, född 22 februari 1932 död 29 mars 2021, var en fransk bildesigner som är mest känd för sina Citroënmodeller. 
Opron kom till Citroën när Flaminio Bertoni tog fram Citroën DS. Bland hans skapelser märks klassiska Citroënmodeller som Citroën SM, Citroën CX och Citroën GS. Efter sin tid på Citroën arbetade Opron för Renault.

## Biografi
Opron växte upp i Algeriet, Mali och Abidjan då hans far var militär och tjänstgjorde i de franska kolonierna. 1952 började han studera arkitektur på École des Beaux-Arts i Amiens och bytte efter ett år till École nationale supérieure des Beaux-Arts i Paris.
Efter arbete på Société Nationale de Constructions Aéronautices du Nord inleddes hans karriär inom bilindustrin på Simca. Efter en mellanperiod på Arthur Martin började han på Citroën under Flamino Bertonis ledning. 1964 utsågs han efter Bertonis bortgång till chefsdesigner. 
1975 gick han över till Renault i samband med Peugeots övertagande av Citroën. I rollen som designchef på Renualt ledde han arbetet med Renault Fuego, Renault R9, Renault R11, Renault R25 och Alpine GTA.

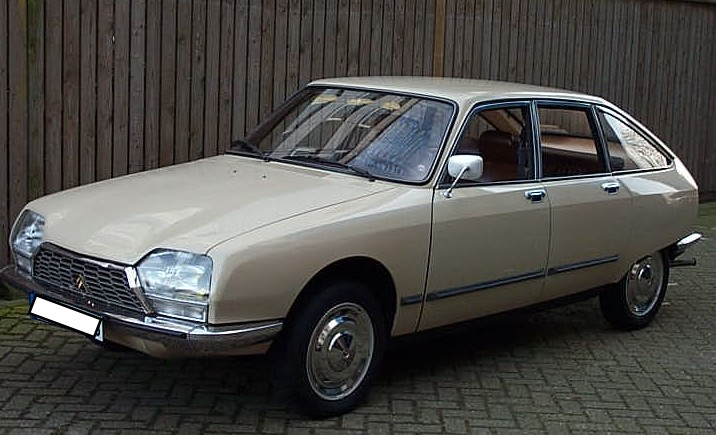
Citroën GS (1970)
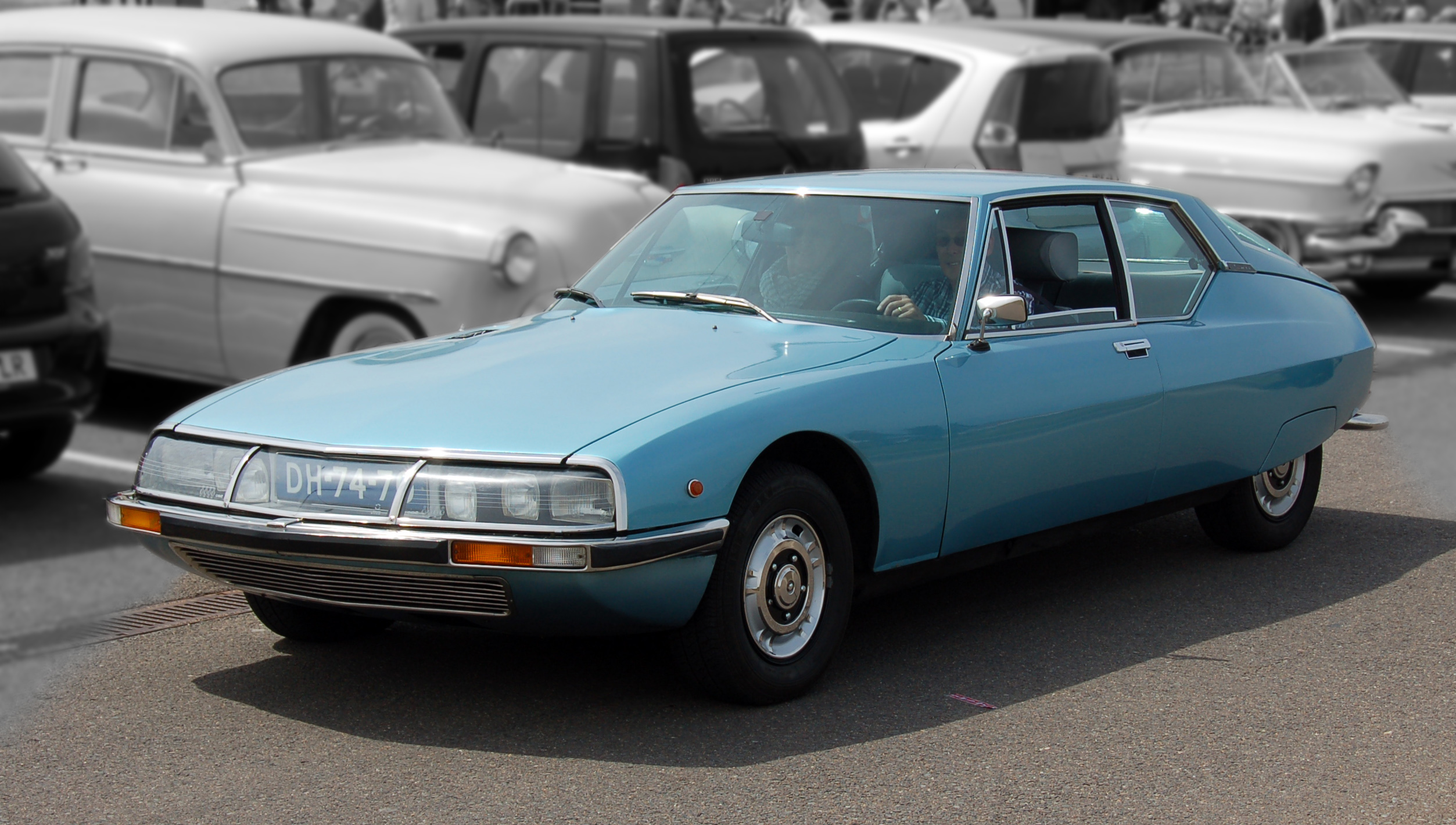
Citroën SM (1970)
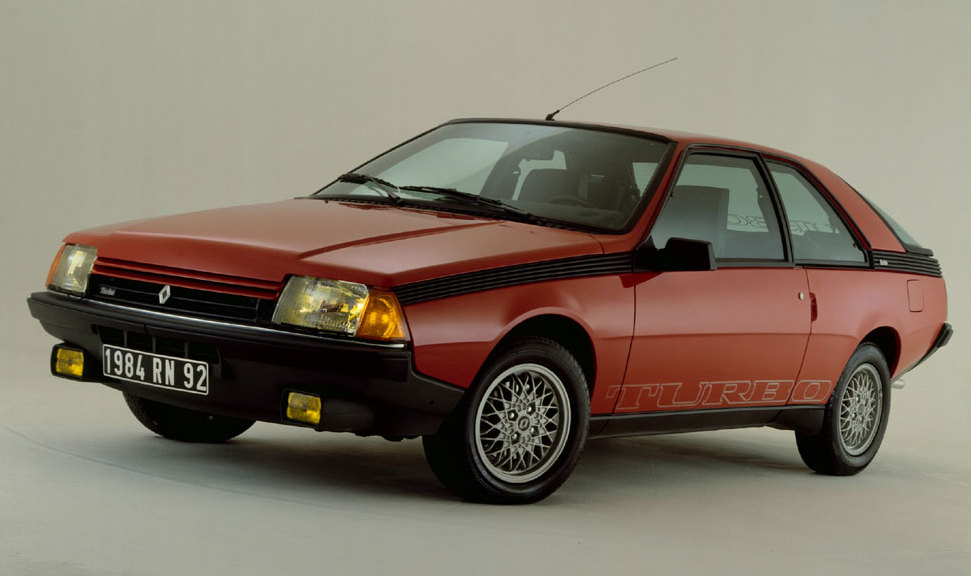
Renault Fuego (1980)
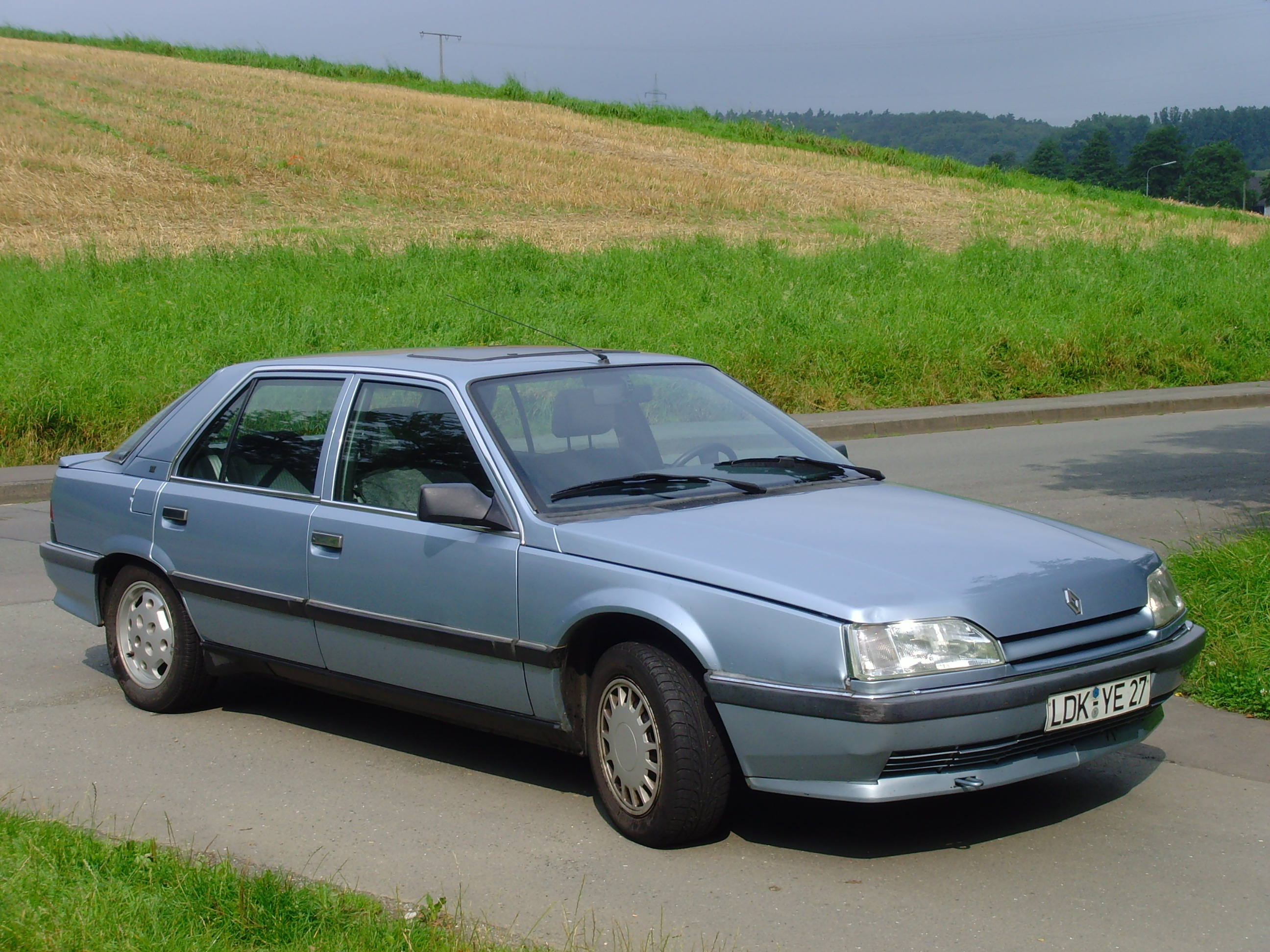
Renault 25 (1984)
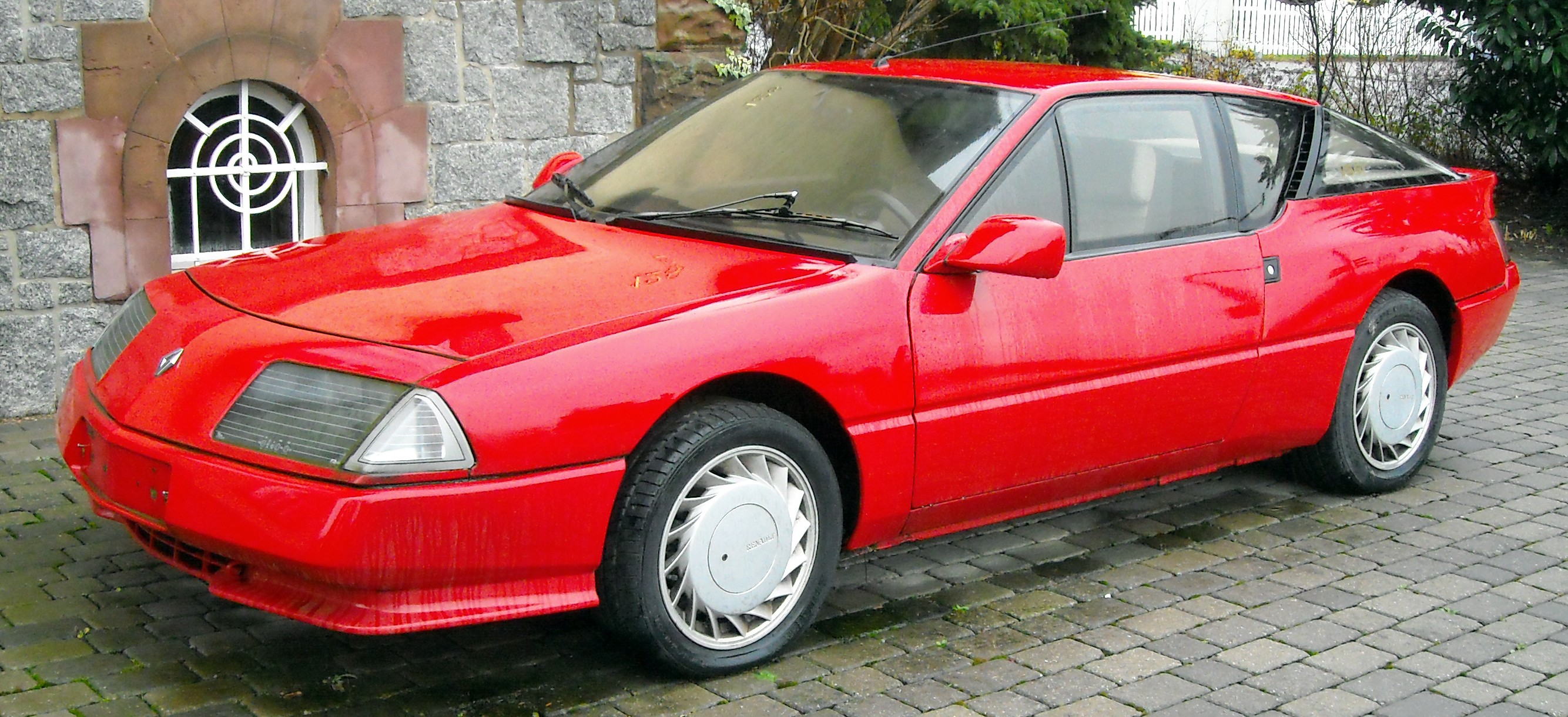
Alpine GTA (1984)